# لوتسهارل خیرترویدا
لوتسهارل خیرترویدا (هلندی: Lutsharel Geertruida؛ زادهٔ ۱۸ ژوئیهٔ ۲۰۰۰) بازیکن فوتبال اهل هلند است که‌ برای تیم فوتبال استون ویلا و تیم ملی فوتبال هلند بازی می‌کند.

## باشگاهی
از باشگاه‌هایی که در آن بازی کرده‌است می‌توان به باشگاه فوتبال فاینورد اشاره کرد.

## تیم ملی
وی همچنین در تیم‌های ملی فوتبال زیر ۱۹ سال هلند و زیر ۲۱ سال هلند بازی کرده‌است.